# Laurindo Pitta (hadihajó)
A Laurindo Pitta a Brazil Haditengerészet mélytengeri vontatóhajója volt, részt vett az első világháborúban. Ma múzeumhajó.

## Története

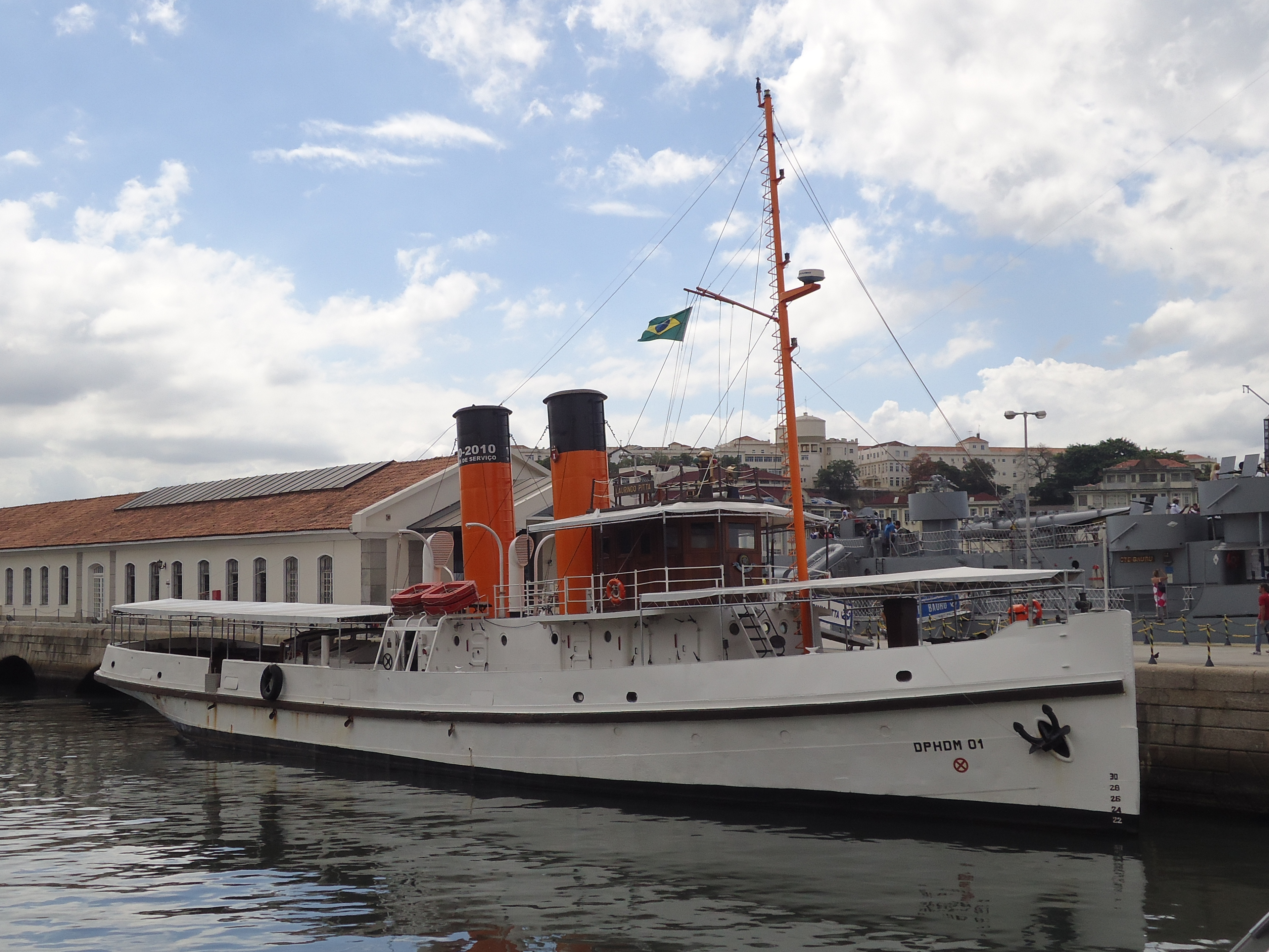
A Laurindo Pitta Múzeumhajó Rio de Janeiroban.

A Laurindo Pittát Nagy-Britanniában építették 1910-ben, Brazília megrendelésére. Típusa szerint mélytengeri vontatóhajó. 
A vontatóhajó ahhoz a flottához tartozott, amit Brazília első világháborúba való belépése után küldött az európai hadszíntérre. A Pitta az újonnan felállított Hadműveleti Tengerészeti Különítménynek (Portugálul:Divisão Naval em Operações de Guerra, röviden DNOG) tagja lett. A Pittán kívül további hét hajó tartozott a flottához, Pedro Max Fernando Frontin admirális vezetése alatt. Mára a Brazil Expedíciós Hadsereg a harcokban részt vett hajói közül egyedül a Laurindo Pitta maradt épségben.
A Haditengerészethez tartozott a világháború után is, vontatóhajóként működött az 1990-es évekig a Rio de Janeiró-i tengerészeti bázison. 1997-ben az állam felújította és átalakította múzeumhajóvá. Ülőhelyeket építettek bele és állandó kiállítás mutatja be a hajón a brazil hajók első világháborús szereplésének történetét.
A hajó a Guanabara-öbölben, egy sétány mellett horgonyoz és a látogatókat viszi turnusokban közel másfél órás vízi kirándulásokra .